# Magda Zsabka
Magda Zsabka (ur. 26 grudnia 1923 w Budapeszcie, zm. 17 października 1970 tamże) – węgierska florecistka, trzykrotna medalistka mistrzostw świata.
Podczas mistrzostw świata w Kopenhadze w 1952 roku Węgierki w składzie: Ilona Elek, Margit Elek, Magdolna Nyári-Kovács i Magda Zsabka wywalczyły drużynowo złoty medal. Wynik ten Węgierki z Zsabką w składzie powtórzyły na mistrzostwach świata w Brukseli w 1953 roku i rozgrywanych rok później mistrzostwach świata w Luksemburgu. 
Nigdy nie wzięła udziału w igrzyskach olimpijskich.